# Station F
Station F е бизнес инкубатор за стартиращи фирми, разположен в 13-ти район на Париж. Той е известен като най-голямото съоръжение за стартиращи компании в света.
Намира се в бивше железопътно депо за стоки, известно преди като la Halle Freyssinet (оттук и „F“ в гара F). Съоръжението от 34 000 m2 (370 000 кв. фута) беше официално открито от президента Еманюел Макрон през юни 2017 г. и осигурява офис помещения за до 1000 стартиращи компании и компании на ранен етап, както и за корпоративни партньори като Фейсбук, Майкрософт и Naver.
Station F има редица партньорства за стартиращи програми, насочени към предприемачи. Сред партньорите са Гугъл, Ubisoft и Zendesk.
Кампусът е партньор на различни училища, като ХЕК Париж, най-доброто европейско бизнес училище.

## Referanser
1. ↑  Station F, the world's largest startup campus opens in Paris
2. ↑  Emmanuel Macron thinks big in vision for French tech unicorn
3. ↑  STARTUPS
4. ↑  Incubateur HEC Paris //    Архивиран от оригинала на 2023-11-14. Посетен на 2023-11-14.
5. ↑  Business school rankings